# Classical Barbra
Classical Barbra (в пер. с англ. Классическая Барбра) — восемнадцатый студийный альбом американской певицы Барбры Стрейзанд, выпущенный в 1976 году под эгидой Columbia Records и спродюсированный Клаусом Огерманом. Альбом получил золотой статус от Американской ассоциацией звукозаписывающих компаний в 1999 году и был переиздан в 2013 году.

## Об альбоме
Альбом Classical Barbra был записан в 1973 году, однако был официально выпущен только в феврале 1976 года. «Я люблю классическую музыку, классический лид, в частности, песни Шуберта и Шумана. Я достаточно долго думала записать альбом с лидом и выпустить его под названием Follow the Lieder. Это отличное название. Я считаю, если у вас есть хорошее название, альбом также будет отличным», сказала Стрейзанд журналисту в интервью на премьере фильма «Песочница».
Продюсер Уолтер Голд, который работал с Барброй над альбомом What About Today?, вспоминал: "Барбра всегда имела широкий кругозор, она хотела работать над самыми разными вещами. Когда она рассказала мне об идее записать классический альбом, я сказал ей, что это хорошая мысль. Я познакомил её с аранжировщиком Клаусом Огерманом. Огерман и Стрейзанд впервые работали вместе во время тура в Лас-Вегасе — Огерман выступал дирижёром её оркестра.
Classical Barbra был записан в 1973 году, когда Стрейзанд провела несколько сессий для записи классических песен в студиях TTG Studios и RCA Recording Studios в Голливуде. Огерман рассказывал, что сожалеет о несостоявшемся сотрудничестве с Гленном Гульдом. Гульд же написал положительную рецензию к альбому, в которой он сравнил Стрейзанд с Элизабет Шварцкопф. Он писал, что обожает все работы Барбры. Она была для него первой певицей, со времён Шварцкопф, произведшей на него такое впечатление.
Единственной новой песней в альбоме была «I Loved You», лирика к которой была адаптирована со стихотворения Александра Сергеевича Пушкина «Я вас любил…».
Стрейзанд вспоминала о работе над альбомом: «Я чувствовала, что я хочу попробовать всё в музыке. Самым трудным моим проектом был классический альбом, потому что классическое исполнение — это настолько дисциплинированная форма искусства. Как в рок-музыке, ритм музыки очень специфичен. Я хотела добавить в конце названия Classical Barbra слова „это незаконченная работа“, но моему лейблу не понравилась эта идея. Но несмотря на то, что я не до конца удовлетворена этим альбомом, я всё-таки рада, что записала его».
Две композиции Шуберта, записанные во время тех сессий, не вошли в оригинальную версию альбома — «An Sylvia (To Sylvia)» и «Auf dem Wasser zu singen». Последняя, в альтернативной версии, была спета Стрейзанд в её шоу Barbra Streisand…And Other Musical Instruments. Эти песни были изданы в переиздании альбома на компакт-диске в 2013 году.
Фото для обложки альбома снял фотограф Франческо Скавулло, его фотографии были впервые представлены в апрельском выпуске журнала Vogue 1975 года. Альбом был номинирован на премию «Грэмми» в категории «Лучшее вокальное классическое сольное исполнение».
Альбом дебютировал в чарте Billboard Top LPs & Tape с 99-го места 6 марта 1976 года. Своей пик-позиции, на 46-м месте, пластинка достигла 3 апреля 1976 года, оставшись в чарте лишь на 14 недель. 5 мая 1999 года альбом был сертифицирован как золотой.

## Список композиций
| №  | Название                | Автор(ы)       | Длительность |
| -- | ----------------------- | -------------- | ------------ |
| 1. | «Beau Soir»             | Клод Дебюсси   | 2:37         |
| 2. | «Brezairola — Berceuse» | Жозеф Кантелуб | 3:44         |
| 3. | «Verschwiegene Liebe»   | Хуго Вольф     | 2:55         |
| 4. | «Pavane (Vocalise)»     | Габриель Форе  | 5:29         |
| 5. | «Après un Rêve»         | Габриель Форе  | 3:22         |

| №  | Название              | Автор(ы)              | Длительность |
| -- | --------------------- | --------------------- | ------------ |
| 1. | «In Trutina»          | Карл Орф              | 2:08         |
| 2. | «Lascia ch’io pianga» | Георг Фридрих Гендель | 3:38         |
| 3. | «Mondnacht»           | Роберт Шуман          | 3:55         |
| 4. | «Dank Sei Dir, Herr»  | Зигфрид Окс           | 3:42         |
| 5. | «I Loved You»         | Клаус Огерман         | 2:16         |

| №  | Название                          | Автор(ы)     | Длительность |
| -- | --------------------------------- | ------------ | ------------ |
| 1. | «An Sylvia, D.891»                | Франц Шуберт | 2:50         |
| 2. | «Auf dem wasser zu singen, D.774» | Франц Шуберт | 3:14         |